# Creatonotos gangis
Creatonotos gangis is een vlinder uit de familie van de spinneruilen (Erebidae) en de onderfamilie van de beervlinders (Arctiinae). De wetenschappelijke naam is gepubliceerd in 1763 door Linnaeus.
Deze nachtvlinder komt voor in Zuid Oost Azië en in het noorden van Australië.

## Uiterlijke kenmerken
Volwassenen hebben witte vleugels met bruine gedeeltes, elk met een donkere streep en een vleugel van 40 millimeter. De buik is rood en in sommige gevallen een gele buik. De eieren zijn geel en rond, en liggen in rijen op de bladeren van voedselplanten. De rupsen zijn bruine harige dieren met een gele streep langs de rug.